# Diastella buekii
Diastella buekii là một loài thực vật có hoa trong họ Quắn hoa. Loài này được (Gand.) Rourke miêu tả khoa học đầu tiên năm 1976.